# Serī-ye Yek
Serī-ye Yek (persiska: سری یک, Serī Yek-e Zarrūk) är en ort i Iran.   Den ligger i provinsen Khuzestan, i den centrala delen av landet, 500 km sydväst om huvudstaden Teheran. Serī-ye Yek ligger 31 meter över havet och antalet invånare är 703.
Terrängen runt Serī-ye Yek är mycket platt. Runt Serī-ye Yek är det ganska tätbefolkat, med 120 invånare per kvadratkilometer. Närmaste större samhälle är Zovīyeh-ye Do, 12,0 km öster om Serī-ye Yek. Trakten runt Serī-ye Yek består till största delen av jordbruksmark.